# International-Great Northern Railroad

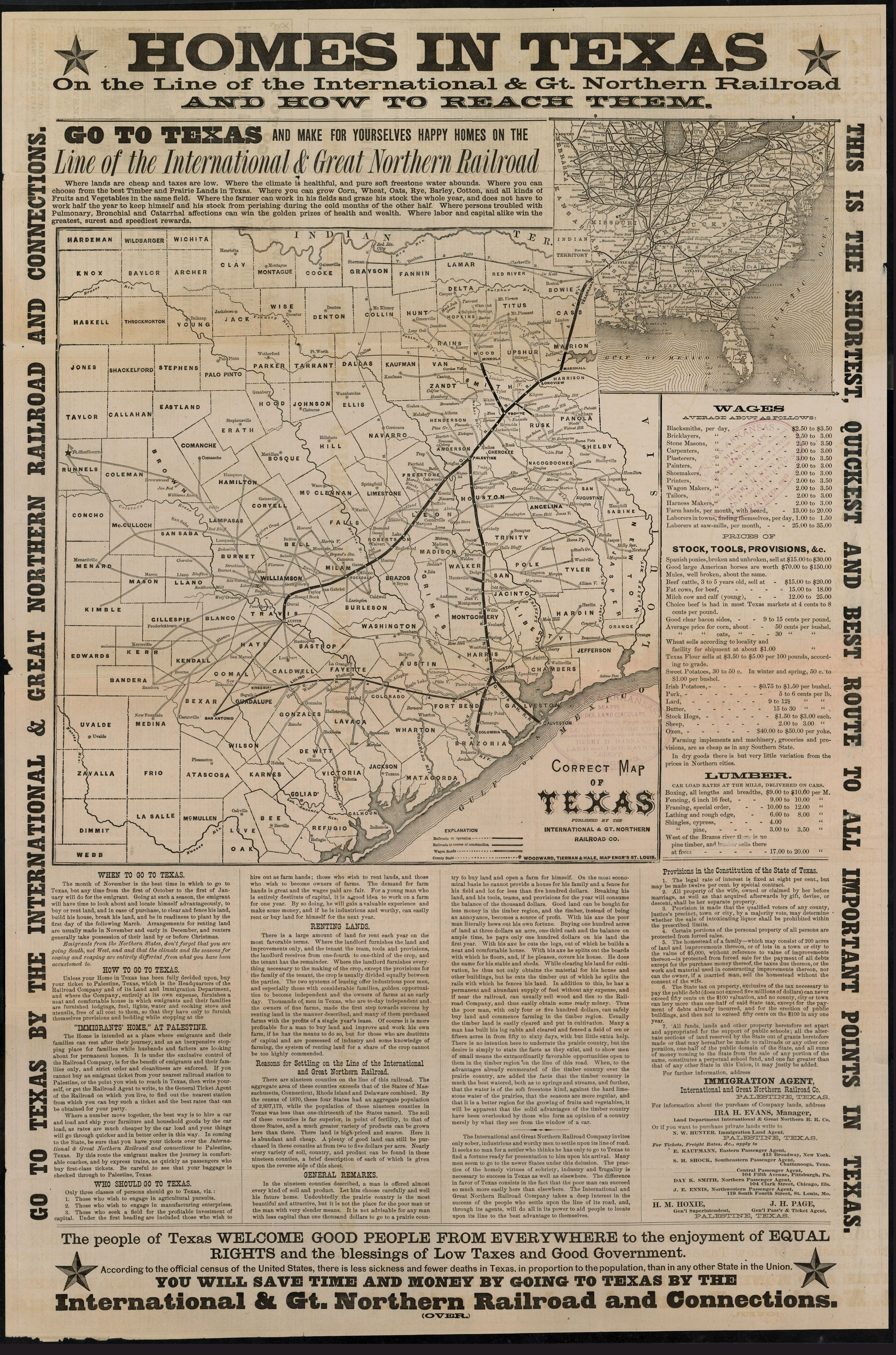
Mappa di International-Great Northern Railroad, 1878

La International-Great Northern Railroad (I&GN) (sigla AAR: IGN) era una società ferroviaria statunitense operante nel Texas. Fu creata il 30 settembre 1873, quando la International Railroad e la Houston and Great Northern Railroad si fusero. La ferrovia è stata ufficialmente incorporata come International & Great Northern Railroad Company.
Originariamente, la I&GN gestiva 177 miglia (285 km) di binari da Hearne a Longview, ma al suo apice possedeva 1 106 miglia (1 780 km) di binari. Mentre la ferrovia si espandeva verso sud-ovest da Hearne, raggiunse Rockdale nel 1874 e Austin il 28 dicembre 1876. La linea si estese a San Antonio nel 1880 e infine alla città di Laredo, situata al confine tra gli Stati Uniti e il Messico, il 1º dicembre 1881.
La I&GN, come altre ferrovie del suo tempo, ha avuto molti problemi finanziari ed è andata in amministrazione controllata in diverse occasioni. Jay Gould acquisì il controllo della I&GN nel dicembre 1880. Grazie al suo controllo sulla Missouri Pacific (Mopac) e sulla Texas and Pacific Railway, i tre vennero gestiti come un unico sistema, sebbene ciascuno di essi conservasse le proprie identità aziendali e distretti di anzianità.
A causa di difficoltà finanziarie derivanti in parte dal panico del 1907, la I-GN entrò in amministrazione controllata nel 1908 e fu venduta a pignoramento ad una società riorganizzata, la International & Great Northern Railway Company il 31 agosto 1911. Meno di quattro anni dopo, la società entrò di nuovo in amministrazione controllata e durò fino a quando non fu venduta in pignoramento nel luglio del 1922. La International-Great Northern Railroad fu incorporata dallo stato del Texas il 17 agosto 1922 e assunse completamente il controllo della International & Great Northern Railway il 31 dicembre 1922.
In un po' di manovre corporative pianificate per mantenere la I-GN all'interno della Mopac, la sussidiaria delle Gulf Coast Lines, la New Orleans, Texas and Mexico Railway, acquistò la I-GN il 30 giugno 1924; successivamente, la Gulf Coast Lines fu acquistata dalla Missouri Pacific il 1º gennaio 1925.  Infine, il 1º marzo 1956, tutte le filiali della GCL furono fuse nella società madre Missouri Pacific Railroad Company, e la I-GN cessò la sua esistenza aziendale.
Negli anni 1960 furono chiuse molte delle ridondanti linee fuori mano, tra cui da Waco a Marlin e da Bryan a Navasota. Quest'ultima rotta è stata successivamente attraversata attraverso i diritti di tracciamento sulla Southern Pacific Railroad tra gli stessi due punti. La Missouri Pacific è stata fusa nella Union Pacific Railroad nel 1997.